# Uczestnictwo polityczne
Uczestnictwo polityczne (ang. political participation) – określone sposoby zachowania jednostek w dziedzinie polityki. Jest elementem szerszego zjawiska uczestnictwa, oznaczającego udział jednostki w procesie interakcji społecznej, polegający na określonym sposobie zachowania się.
Uczestnictwo polityczne bywa też zastępowane innymi terminami – partycypacja polityczna, aktywność polityczna, zaangażowanie polityczne. 
Uczestnictwo polityczne dotyczy zachowań obywateli, rozgrywa się w ramach państwa. Jednak możliwe jest również uczestnictwo polityczne obywateli w życiu politycznym innego państwa (czy grupy państw). Można mówić o światowym uczestnictwie politycznym, wyrażającym się w takich aktach jak głosowanie do parlamentu Unii Europejskiej czy działalność w akcjach pomocy humanitarnej rozgrywających się na całym świecie.
"...człowiek jest z natury stworzony do życia w państwie, taki zaś, który z natury, a nie przez przypadek, żyje poza państwem, jest albo nędznikiem, albo nadludzką istotą..." – wskazuje Arystoteles w swym klasycznym dziele Polityka.
Uczestnictwo polityczne jest jednym z elementów kultury politycznej.

## Bierność polityczna
W opozycji do uczestnictwa politycznego występuje bierność polityczna (obojętność polityczna): brak zainteresowania polityką, nieuczestniczenie w wyborach, skupienie się na swoich sprawach zawodowych i prywatnych. 
Bierność polityczna może być także rozumiana jako najniższy stopień aktywności politycznej; pozwala to zbudować jej pełniejszy model. Bierność polityczna może być bowiem także świadomym wyborem – co zakłada pewną aktywność na polu polityki.

## Formy uczestnictwa politycznego
Kazimierz Opałek wyróżnia następujące formy uczestnictwa politycznego: 
- głosowanie w wyborach i referendach,
- popieranie określonych grup nacisku przez członkostwo w nich,
- bezpośrednie osobiste kontakty z legislatywą,
- uczestniczenie w działalności partii politycznej,
- „stałe zaangażowanie się w rozpowszechnianie opinii publicznej przez bezpośredni kontakt z innymi obywatelami”[3].

## Uczestnictwo a demokracja
Uczestnictwo polityczne jest obecne we wszystkich systemach politycznych, zarówno minionych, jak i funkcjonujących obecnie. W poszczególnych systemach politycznych różna jest grupa obywateli mających zagwarantowane – konstytucyjnie lub zwyczajowo – prawa do uczestnictwa, takie jak prawo do brania udział w wyborach, wolność do wypowiadania się i tworzenia organizacji politycznych.
Historycznie rzecz biorąc możliwości uczestnictwa politycznego stawały się coraz szersze, by w drugiej połowie dwudziestego wieku osiągnąć apogeum w państwach demokratycznych: masowe prawo wyborcze narzędzia demokracji bezpośredniej, środki masowego przekazu (w tym Internet). Prawdopodobnie w przyszłości ten katalog możliwości da się jeszcze rozszerzyć, choćby o szerokie wykorzystanie sieci telekomunikacyjnych w demokracji bezpośredniej. 
To właśnie ustrój demokratyczny pozwala na wysoki stopień uczestnictwa, masowe zaangażowanie się w sprawy polityki. Pluralizm polityczny, powszechne prawo wyborcze, wolność zgromadzeń, możliwość nieskrępowanego wypowiadania się na forum publicznym dają obywatelom narzędzia nieznane w innych ustrojach.

## Przyszłość uczestnictwa
Robert Dahl dostrzega telekomunikację jako rozwiązanie. Za jej pośrednictwem obywatele mogą być poinformowani o sprawach politycznych i sami brać udział w dyskusjach politycznych z ekspertami, politykami i innymi obywatelami.
Jednak przy tym krytycznie podchodzi do ułatwień niesionych przez telekomunikację: „W wyniku dyskusji między sobą obywatele nie mogą przekroczyć granic swej świadomości politycznej, a chociaż środki techniczne pomogą im śledzić dyskusję i brać udział w głosowaniu, to głosowanie nie oparte na należytej wiedzy nie zapewni, aby podjęte decyzje chroniły ich interesy”.